# Neolinycus michaelis
Neolinycus michaelis är en stekelart som beskrevs av Heinrich 1971. Neolinycus michaelis ingår i släktet Neolinycus och familjen brokparasitsteklar. Utöver nominatformen finns också underarten N. m. arkansae.